# Umiltà

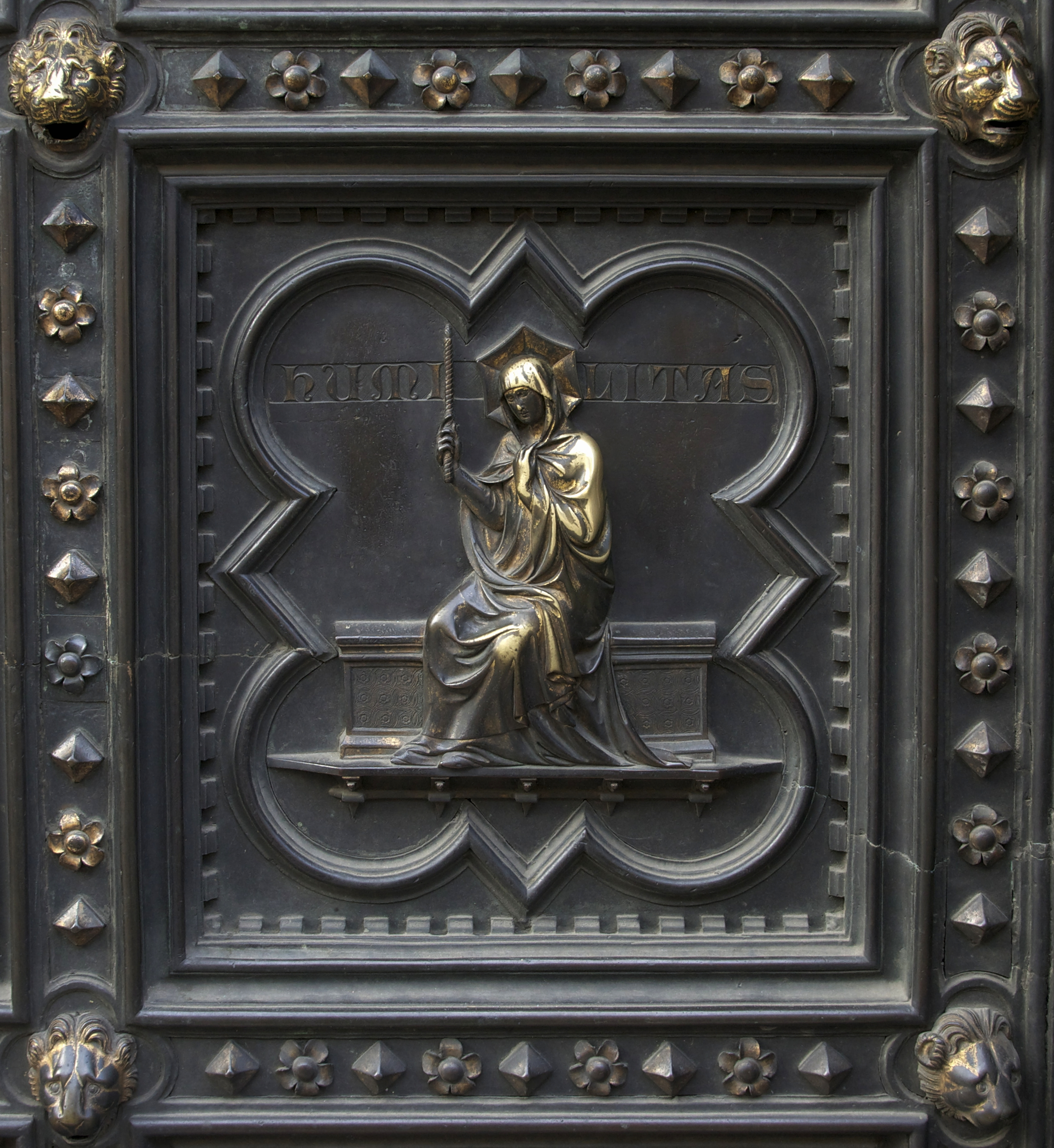
Allegoria dell'umiltà su una delle placche di bronzo della porta sud del battistero di Firenze

L'umiltà è la prerogativa dell'umile. Nonostante esistano diversi modi di intendere questo termine nel quotidiano, una persona umile è essenzialmente una persona modesta e priva di superbia, che non si ritiene migliore o più importante degli altri.
Il termine "umiltà" è derivato dalla parola latina "humilis", che è tradotta non solo come umile ma anche alternativamente come "basso", o "dalla terra". Poiché il concetto di umiltà indirizza a un'intrinseca stima di sé stessi, è enfatizzata nella branca della pratica religiosa e dell'etica dove il concetto è spesso definito più precisamente e ampiamente.
La modestia, d'altra parte, è una delle virtù più difficili da realizzare da parte dell'uomo in quanto comporta essenzialmente la rinuncia disinteressata ad ogni vana compiacenza di sé. Essa comporta: intelligenza (in quanto l'individuo deve prendere coscienza di sé e della propria posizione in relazione agli altri e alla società che lo circonda), moderazione ed equilibrio (in quanto deve frenare ogni impulso all'ambizione e all'egocentrismo), umiltà (in quanto deve rendersi conto della sua pochezza o, se si preferisce, della sua costituzionale finitezza).

## L'umiltà nella religione, nella spiritualità
Nella religione e nella spiritualità, l'umiltà è generalmente considerata un valore positivo. Nelle religioni monoteistiche, l'umiltà può essere vista come la capacità di riconoscere ed indagare la Verità su di sé. È la virtù che porta alla consapevolezza della propria identità, dei propri limiti e della propria forza, che permette di entrare in una vera relazione con gli altri. I limiti vanno intesi come confini, oltre i quali c'è il prossimo e c'è Dio, mentre la forza va intesa come i diversi doni e carismi attraverso i quali mettersi al servizio del prossimo e del disegno di Dio. Essere umili significa inconsciamente amare il prossimo come esperienza di vita, sentimentale, lavorativa e sociale senza alcuna distinzione o disparità.
(L'imitazione di Cristo, I,I)

### Nella Bibbia

#### Nell'Antico Testamento
Il Siracide dedica l'intero terzo capitolo alla virtù dell'umiltà. Numeri 12,3 afferma che Mosè era più umile di qualsiasi uomo sulla Terra.
Tra i benefici dell'umiltà descritti nella Bibbia ebraica, condivisi da molte fedi, vi sono l'onore, la saggezza, la prosperità, la protezione del Signore e la pace. Inoltre, "Dio Se schernisce gli schernitori, fa grazia agli umili" (Proverbi 3:34).

#### Nel Nuovo Testamento
L'umiltà è esaltata in numerosi passi del Nuovo Testamento: Matteo 5,5, Matteo 23,12, Filippesi 2,1-17, 1 Pt 2,23 e 1 Pt 5,5, 1 Corinzi 4,7 e, più esplicitamente, Giacomo 4,6 (che cita Proverbi 3,34), Giacomo 1,9-10 e Giacomo 4,10 (Umiliatevi davanti al Signore ed egli vi esalterà).

### Nei Cristianesimo primitivo
Gli Apophthegmata Patrum mettono l'umiltà in relazione coi miracoli di Dio e dei suoi angeli.
Sant'Agostino sottolinea l'importanza dell'umiltà nello studio della Bibbia, con gli esempi di uno schiavo cristiano barbaro, l'apostolo Paolo, e l'eunuco etiope di Atti 8 Atti 8. Sia lo studente che l'insegnante devono essere umili, perché imparano e insegnano ciò che in ultima analisi appartiene a Dio. L'umiltà è una disposizione fondamentale dell'interprete della Bibbia. La fiducia dell'esegeta e del predicatore nasce dalla convinzione che la sua mente dipende da Dio. Agostino sostiene che l'interprete della Bibbia dovrebbe procedere con umiltà, perché solo una persona umile può cogliere la verità della Scrittura.

### Cattolicesimo

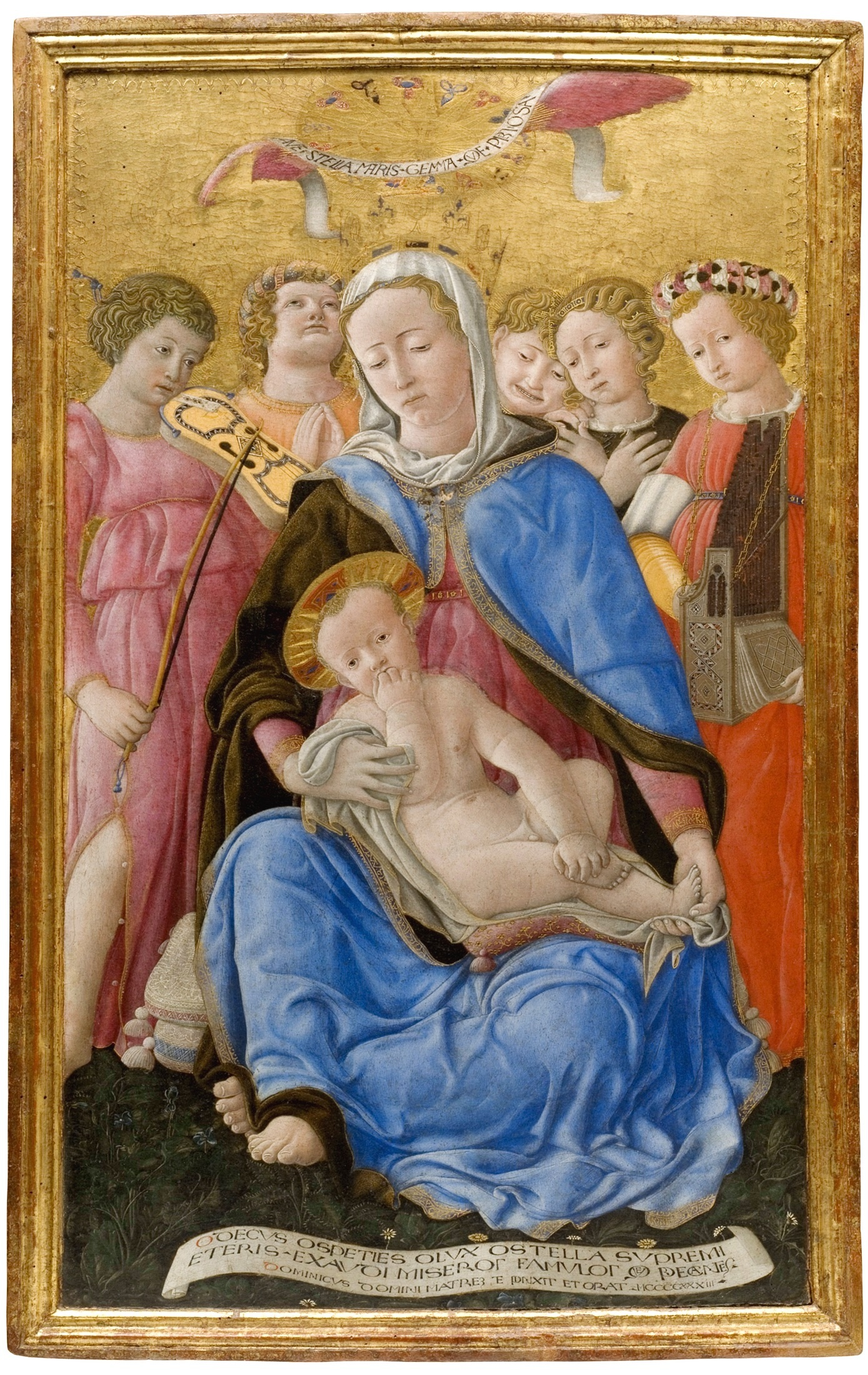
La Madonna dell'Umiltà di Domenico di Bartolo esprime il contrasto armonico tra l'umile creatura terrena di Dio, e la Madre di Dio e Regina dei cieli.

I testi della Chiesa cattolica considerano l'umiltà come un'appendice della virtù cardinale della temperanza, che include tutte quelle virtù che frenano o esprimono i movimenti disordinati dei nostri desideri o appetiti.
Bernardo di Chiaravalle la definisce come "una virtù per cui un uomo, conoscendo se stesso per quello che è veramente, si umilia. Gesù Cristo è la definizione ultima dell'umiltà".
L'umiltà era una virtù esaltata da san Francesco d'Assisi, e questa forma di pietà francescana portò allo sviluppo artistico della Madonna dell'Umiltà, che fu venerata per la prima volta proprio dai Francescani. La Vergine Maria dell'Umiltà è rappresentata come seduta per terra o su un basso cuscino, a differenza delle rappresentazioni della Madonna in trono. Questo stile pittorico si diffuse rapidamente in Italia e, nel 1375, iniziarono ad apparire esempi in Spagna, Francia e Germania. Divenne il più popolare tra gli stili del primo periodo artistico del Trecento.
Tommaso d'Aquino disse che "la virtù dell'umiltà...consiste nel mantenersi entro i propri limiti, non protendersi verso cose superiori a sé, ma sottomettendosi al proprio superiore".
Papa Giovanni Paolo I adottò per sé medesimo il motto Humilitas.

## L'umiltà nella filosofia
Al Mahatma Gandhi è attribuita la considerazione che la ricerca della verità, senza l'umiltà, è condannata a degenerare in una tremenda caricatura di se stessa.
Anche il taoismo considera l'umiltà come una grande virtù. Le seguenti massime descrivono in che modo l'uomo saggio dovrebbe concepire la propria realizzazione in accordo al Tao Te Ching (77.4)